# 福田勝一
福田 勝一（ふくだ かついち、1926年2月6日 - 2003年8月14日）は、日本の警察官僚。第74代警視総監。

## 人物
北海道旭川市出身。旧制北大予科を経て1950年に東京大学法学部を卒業し、自治省に入省。警視庁公安部公安第一課長・警視庁公安部長・兵庫県警本部長・内閣官房内閣調査室長などを経て、1984年10月に警視総監に就任。在任中はロス疑惑の捜査の指揮に当たり、1985年9月に当時起訴が困難と見られていた三浦和義の逮捕を断行し、世間を驚かせた。同年10月に退任し、以後は自治省中央選挙管理会委員、武富士非常勤顧問などを務めた。
朝日新聞2000年5月22日朝刊によれば、警視庁が暴力団とつながりがあるとする大物右翼・西山広喜が理事長の日本政治文化研究所で理事を務め、2000年5月2日時点で在任していた。取材に対し、西山広喜が右翼団体代表を務めていることについて、「後から知った。私が理事になったことと関係ない」と話した。
武富士非常勤顧問時代の1992年12月に、同社の顧客情報が漏えいした問題で刑事告訴をするため、警視庁刑事部長だった佐藤英彦元警察庁長官に面会した際、額面50万円の仕立券を渡したとして、2004年4月26日の参議院決算委員会で追及された。

朝日新聞1996年10月31日夕刊によれば、1994年3月頃に武富士未公開株を本人名義で12000株、妻と長男名義で各2000株、計16000株譲渡された。武富士が東京証券取引所第一部に上場後売り抜け、1億円以上の利益を得た。
朝日新聞1997年9月17日朝刊によれば、強制執行妨害で会長らが逮捕された不動産会社ナナトミの監査役に1994年3月に就任し、会長逮捕時も在任中だった。
2003年8月死去。77歳没。